# 讓-呂克·埃托里
讓-呂克·埃托里（法語：Jean-Luc Ettori，1955年7月29日—）是一名法國前職業足球運動員，司職龍門。他的整個職業生涯都在摩納哥度過，並且在法甲中出場次數最多的球員，保持著602次出場記錄，直到2013年12月4日被米高·蘭特奴打破他的記錄。埃托里在1980年代初為法國隊出場9次，其中包括1982年世界盃上七場比賽中的六場首發。

## 榮譽
摩納哥
- 法甲: 1977–78, 1981–82 及 1987–88
- 法國盃: 1980, 1985 及 1991
- 法國超級盃: 1985

勳章
- 法國國家功績勳章: 1994[1]

## 外部連結
- （法語） French Football Federation Profile 的存檔，存档日期2015年10月4日，.